# Степаньково (Муромський район)
Степаньково (рос. Степаньково) — присілок у Муромському районі Владимирської області Російської Федерації.
Входить до складу муніципального утворення Борисоглібське сільське поселення. Населення становить 518 осіб (2010).

## Історія
Присілок розташований на землях фіно-угорських народів муроми та мещери.
Найперше згадування  в грамоті  7021/1513 року великого князя Василія Темного Матвею Олександровичу Осор'їну (рос. Осорьин) на володіння " в Муроме село Степанково..". 
Від 14 квітня 1929 року належить до Муромського району, утвореного спочатку у складі Муромського округу Нижегородської області.
Згідно із законом від 11 травня 2005 року входить до складу муніципального утворення Борисоглібське сільське поселення.

## Населення
| 1859 | 1897 | 1905 | 1926  | 2002 | 2010 |
| ---- | ---- | ---- | ----- | ---- | ---- |
| 476  | ↗736 | ↗955 | ↗1225 | ↘558 | ↘518 |